# Луг у Сан-Исидро
«Луг у Сан-Исидро» (исп. La pradera de San Isidro) — картина испанского художника Франсиско Гойи, написанная в 1788 году. 31 мая того года Гойя сообщил в своём письме о заказе для опочивальни в то время инфанта, будущего короля Испании Карла IV, во дворце Пардо. Музей Прадо приобрёл картину в 1896 году на распродаже имущества дома Осуна.

## Сюжет картины
15 мая в Мадриде отмечается праздник святого Исидора: народное гулянье с пикником и ярмаркой. Гойя изобразил на картине стечение народа на правом берегу Мансанареса, напротив Королевского дворца и церкви Сан-Франсиско эль Гранде, вблизи от часовни святого Исидора. В этом же районе Гойя приобрёл через 10 лет «Дом Глухого». Картина небольшая по размеру, и Гойя выступил в её написании как пейзажист, миниатюрист и колорист одновременно. Историк искусства Эли Фор охарактеризовал манеру Гойи в этом полотне следующим образом:

«Здесь есть немного Ватто, немного Тьеполо, немного Рейнолдса».